# Kumarapuram
Kumarapuram là một thị xã panchayat của quận Kanniyakumari thuộc bang Tamil Nadu, Ấn Độ.

## Nhân khẩu
Theo điều tra dân số năm 2001 của Ấn Độ, Kumarapuram có dân số 13.759 người. Phái nam chiếm 50% tổng số dân và phái nữ chiếm 50%. Kumarapuram có tỷ lệ 79% biết đọc biết viết, cao hơn tỷ lệ trung bình toàn quốc là 59,5%: tỷ lệ cho phái nam là 80%, và tỷ lệ cho phái nữ là 78%. Tại Kumarapuram, 11% dân số nhỏ hơn 6 tuổi.